# Trésor de Naix-aux-Forges
Le trésor de Naix-aux-Forges est un ensemble de bijoux et monnaies romaines découvert fortuitement en 1809 par un habitant de Naix-aux-Forges, dans le département de la Meuse.

## Historique
Le 15 février 1809, Pierre Maulan, un habitant de Naix-aux-Forges, découvre sur sa propriété un coffret en bois contenant des pièces d'orfèvrerie et divers objets d'époque romaine. Il vend les bijoux à la Bibliothèque impériale, aujourd'hui le département des monnaies, médailles et antiques de la Bibliothèque nationale de France où les principaux éléments sont exposés. Les monnaies sont dispersées.
Naix-aux-Forges est situé sur le site antique de Nasium ancienne cité des Leuques et de nombreuses autres découvertes ont été faites dans le secteur dès la Renaissance. Les premières fouilles officielles sont entreprises en 1749

## Composition du trésor
Dans un coffret en bois garni de lames de cuivre se trouvaient : 8 colliers en or, perles ou pierres semi-précieuses, 5 bagues en or et 6 autres en argent, un style en ivoire, un lingot d’argent, un rouleau d’or en fil, des doigts creux en or (plectrum), une statuette d’Esculape en pierre, 1 450 monnaies (deniers et antoniniens) dans un excellent état, plusieurs bagues avec intaille, 2 cœurs en argent et un pendant de collier avec une monnaie d’or.
Cette cassette semble être le trésor domestique d'une riche famille gallo-romaine. L'élément le plus spectaculaire est un collier comportant 5 aurei sertis et deux camées.

### Le collier aux camées
C'est un exceptionnel collier formé de 5 cylindres d'or qui alternent avec 6 bélières auxquelles sont suspendus 2 camées et 4 pièces de monnaie d’or romaines (aurei). Les monnaies sont à l’effigie d’Hadrien, Antonin le Pieux, Septime Sévère, Caracalla et Géta. Un cinquième aureus à deux bélière sert de fermoir. L’un des camées représente Minerve casquée, en buste de profil et l’autre, Julia Domna, également en buste de profil. Le tout fait 27 cm de longueur.
Les monnaies sont judicieusement choisies et délivrent un message sur la continuité des dynasties des Antonins aux Sévères. Le collier a été constitué vers 200/210 en utilisant des monnaies très rares qu'il n'était pas facile de réunir, son origine institutionnelle est fort probable.